# نشوز
النُشوز هو مصطلح في القرآن الكريم يدور معناه في اللغة على العلو والارتفاع، ومنه النشَز والنشْز: المكان المرتفع من الأرض، وأنشزتُ الشيء إذا رفعته عن مكانه. واستعير هذا المعنى الحسي للدلالة على ترفع المرأة أو الرجل واستعلائهما أو امتناع المرأة أو الرجل من أداء حق الزوج/ الزوجة أو إساءة العشرة .
وردت كلمة (نشوز) أو ما يقابلها من الجذر (نَشَزَ) في أربعة مواضع في القرآن الكريم:
- سورة البقرة آية 259: ﴿أَوْ كَالَّذِي مَرَّ عَلَى قَرْيَةٍ وَهِيَ خَاوِيَةٌ عَلَى عُرُوشِهَا قَالَ أَنَّى يُحْيِي هَذِهِ اللَّهُ بَعْدَ مَوْتِهَا فَأَمَاتَهُ اللَّهُ مِائَةَ عَامٍ ثُمَّ بَعَثَهُ قَالَ كَمْ لَبِثْتَ قَالَ لَبِثْتُ يَوْمًا أَوْ بَعْضَ يَوْمٍ قَالَ بَلْ لَبِثْتَ مِائَةَ عَامٍ فَانْظُرْ إِلَى طَعَامِكَ وَشَرَابِكَ لَمْ يَتَسَنَّهْ وَانْظُرْ إِلَى حِمَارِكَ وَلِنَجْعَلَكَ آيَةً لِلنَّاسِ وَانْظُرْ إِلَى الْعِظَامِ كَيْفَ نُنْشِزُهَا ثُمَّ نَكْسُوهَا لَحْمًا فَلَمَّا تَبَيَّنَ لَهُ قَالَ أَعْلَمُ أَنَّ اللَّهَ عَلَى كُلِّ شَيْءٍ قَدِيرٌ ۝٢٥٩﴾ [البقرة:259]

- سورة النساء آية 34 : ﴿الرِّجَالُ قَوَّامُونَ عَلَى النِّسَاءِ بِمَا فَضَّلَ اللَّهُ بَعْضَهُمْ عَلَى بَعْضٍ وَبِمَا أَنْفَقُوا مِنْ أَمْوَالِهِمْ فَالصَّالِحَاتُ قَانِتَاتٌ حَافِظَاتٌ لِلْغَيْبِ بِمَا حَفِظَ اللَّهُ وَاللَّاتِي تَخَافُونَ نُشُوزَهُنَّ فَعِظُوهُنَّ وَاهْجُرُوهُنَّ فِي الْمَضَاجِعِ وَاضْرِبُوهُنَّ فَإِنْ أَطَعْنَكُمْ فَلَا تَبْغُوا عَلَيْهِنَّ سَبِيلًا إِنَّ اللَّهَ كَانَ عَلِيًّا كَبِيرًا ۝٣٤﴾

- سورة النساء آية 128 : ﴿وَإِنِ امْرَأَةٌ خَافَتْ مِنْ بَعْلِهَا نُشُوزًا أَوْ إِعْرَاضًا فَلَا جُنَاحَ عَلَيْهِمَا أَنْ يُصْلِحَا بَيْنَهُمَا صُلْحًا وَالصُّلْحُ خَيْرٌ وَأُحْضِرَتِ الْأَنْفُسُ الشُّحَّ وَإِنْ تُحْسِنُوا وَتَتَّقُوا فَإِنَّ اللَّهَ كَانَ بِمَا تَعْمَلُونَ خَبِيرًا ۝١٢٨﴾ [النساء:128]

- سورة المجادلة آية 11: ﴿يَا أَيُّهَا الَّذِينَ آمَنُوا إِذَا قِيلَ لَكُمْ تَفَسَّحُوا فِي الْمَجَالِسِ فَافْسَحُوا يَفْسَحِ اللَّهُ لَكُمْ وَإِذَا قِيلَ انْشُزُوا فَانْشُزُوا يَرْفَعِ اللَّهُ الَّذِينَ آمَنُوا مِنْكُمْ وَالَّذِينَ أُوتُوا الْعِلْمَ دَرَجَاتٍ وَاللَّهُ بِمَا تَعْمَلُونَ خَبِيرٌ ۝١١﴾ [المجادلة:11]

وبالنظر في الآيات السابقة يرى أن النشوز الوارد في سورة النساء جاء في سياق الحديث عن معالجة قضايا المرأة والأسرة، ولذلك فهو مفهوم أسري. أما في السور الأخرى فقد استعمل النشوز بمعناه اللغوي، أي الارتفاع والعلو الحسي، فقوله تعالى (وَانظُرْ إِلَى العِظَامِ كَيْفَ نُنشِزُهَا) أي كيف نرفعها أو نرفع بعضها على بعض في التركيب، أي نركب بعضها فوق بعض لإحيائها، وقوله عز وجل: (وَإِذَا قِيلَ انشُزُوا فَانشُزُوا) فهو بمعنى القيام من المجلس، أي الارتفاع عنه. وبذلك تنحصر الدلالة الاصطلاحية للفظ النشوز في القرآن الكريم في آيتي سورة النساء.

## الزوجة الناشز عند الفقهاء
والنُشوز (لغة) معناه الارتفاع والعلو يقال أرض ناشز يعني مرتفعة ومنه سميت المرأة ناشزًا إذا علت وارتفعت وتكبرت على زوجها . والنشوز في اصطلاح الشرع هو امتناع المرأة من أداء حق الزوج أو عصيانه أو إساءة العشرة معه، فكل امرأة صدر منها هذا السلوك أو تخلقت به فهي امرأة ناشز ما لم تقلع عن ذلك أو تصلح خلقها قال ابن قدامة «معنى النشوز معصية الزوج فيما فرض الله عليها من طاعته مأخوذ من النشز وهو الارتفاع فكأنها ارتفعت وتعالت عما فرض الله عليها من طاعته». 

## نشوز الزوج
قال ابن عادل قال الكَلْبِيُّ : نشوز الرَّجُل للزوجة : ترك مُجَامَعَتِها، وإعراضُهُ بوجْهه عَنْها، وقلة مُجَالَسَتِها . تفسير اللباب 5/377.
وقال الطبري\«خافت من بعلها نشوزًا أو إعراضًا\»، قال: هي المرأة تكون عند الرجل حتى تكبر، فيريد أن يتزوج عليها، فيتصالحان بينهما صلحا، على أن لها يومًا، ولهذه يومان أو ثلاثة. تفسير الطبري 9/280 . 